# Get a Grip
Get a Grip je album rock skupine Aerosmith. Izšel je leta 1993 pri založbi Geffen Records.

## Seznam skladb
1. "Intro" - 0:24
2. "Eat the Rich" - 4:11
3. "Get a Grip" - 3:59
4. "Fever" - 4:15
5. "Livin' on the Edge" - 6:07
6. "Flesh" - 5:57
7. "Walk On Down" - 3:39
8. "Shut Up and Dance" - 4:56
9. "Cryin'" - 5:09
10. "Gotta Love It" - 5:58
11. "Crazy" - 5:14
12. "Line Up" - 4:03
13. "Amazing" - 5:57
14. "Boogie Man" (Instrumental) - 2:17